# خانه میرزا محمد ثقةالاسلام
خانه میرزا محمد ثقةالاسلام مربوط به دوره پهلوی است و در تبریز، چایکنار، خيابان ثقةالاسلام واقع شده و این اثر در تاریخ ۳ دی ۱۳۸۵ با شمارهٔ ثبت ۱۶۶۵۰ به‌عنوان یکی از آثار ملی ایران به ثبت رسیده است.